# Kortikere, Jagalur
Kortikere là một làng thuộc tehsil Jagalur, huyện Davanagere, bang Karnataka, Ấn Độ.